# Crna burza (film)
Crna burza (hindski jezik: काला बाज़ार) indijski je povijesni akcijski film film redatelja Rakesha Roshana. Ovaj film bavi se socio-političkim pitanjima korupcije, prvenstveno u obliku podmićivanja u vladinim uredima u indijskom društvu osamdesetih godina.

## Uloge
- Anil Kapoor — Vijaj Girdharilal[1]
- Jackie Shroff — Inspektor Kamal Kimtilal[2]
- Farha Naaz — Kamini Sampat[3]
- Kader Khan — Kimtilal Saxena
- Raza Murad— Ranbir Gupta
- Kiran Kumar — Jagan Dhamaliya
- Shafi Inamdar — Sampat Seth
- Johnny Lever — Kutti
- Sudhir Pandey — Thakur
- Sujit Kumar — Girdharilal
- Anjana Mumtaz — Vijajen majka
- Sujit Kumar — Vijajen otac

## Popis pjesama iz filma
| Br. | Skladba                          | Trajanje |
| --- | -------------------------------- | -------- |
| 1.  | »Paisa Bolta Hai«                |          |
| 2.  | »Ek Tujh Mein Hi«                |          |
| 3.  | »Is Duniya Mein Sabse Badhka«    |          |
| 4.  | »Juma Juma Do Hi Mulaqaton Mein« |          |
| 5.  | »Kehdo Ye Haseenon Se«           |          |